# Croisilles (Pas-de-Calais)
Croisilles je francouzská obec v departementu Pas-de-Calais v regionu Hauts-de-France. V roce 2014 zde žilo 1 789 obyvatel.

## Poloha obce
Sousední obce jsou: Bullecourt, Écoust-Saint-Mein, Hénin-sur-Cojeul, Héninel, Fontaine-lès-Croisilles, Saint-Léger a Saint-Martin-sur-Cojeul.

## Vývoj počtu obyvatel
Počet obyvatel